# Capnocybe spongiosa
Capnocybe spongiosa är en svampart som först beskrevs av Hoerl, och fick sitt nu gällande namn av S. Hughes 1966. Capnocybe spongiosa ingår i släktet Capnocybe och familjen Metacapnodiaceae.   Inga underarter finns listade i Catalogue of Life.